# رود توئیچی
رود توئیچی رودی است که به رود بنی می‌ریزد. این رود از کشور بولیوی می‌گذرد.